# Златко Манојловић
Златко Манојловић (Крушевац, 1951) српски је композитор, гитариста и певач.
Каријеру је почео 1966. када је његова композиција победила на такмичењу Радио Београда „Студио 6 вам пружа шансу".
Био је члан југословенских рок-група Џентлмени, Флеш, Дах и Горди.
Године 1984. преселио се у Немачку где је сарађивао са Сантаном, Тином Тарнер, Филом Колинсом, Натали Кол и Еросом Рамацотијем. Био је ангажован и као један од композитора у филму о Индијани Џоунсу.
Са супругом Изолдом Баруџијом основао је Вокс. Тренутно је ангажован на пројекту Magic of springs.

## Дискографија

### Синглови
- „Ко те сада љуби"/ „Осећања“ (Дискос 1975)
- „Она је " / „Растанак" / „Једној жени" / „Све ће бити много боље“ (РТВ У 1977)
- „Твоја песма"/"У сумрак“ (РТВУ 1978)

### Албуми
- „Златко и његове гитаре“ (ПГП РТБ 1980)
- „Златко“ (ПГП РТБ 1982)
- „Једној жени“ (ПГП РТБ 1983)
- „Златко“ (ПГП РТБ 1986)
- "MSSO - pop Goes dassic" (Polvstar 1993)
- "Blue Heart" (White Dog 1994)
- „Златко"(ПГП РТС 1995)
- „Вокс“ (ПГП РТС 1996)
- „Златко“ (ПГП РТС 1997)
- "Terra Futura" (1999)
- "Pure Life" (2005)
- "Springtime in Pari"
- "Magic of springs"